# Conducteur de train
 (mai 2015).
Un conducteur de train (en Suisse, également pilote de locomotive) est un agent d'une entreprise ferroviaire dont la fonction principale est d'assurer la conduite d'un train. Il est souvent appelé « mécanicien », terme utilisé lors de la traction vapeur. On peut également le nommer pilote de train, ou anciennement machiniste.

## Attributions
Quelle que soit l'entreprise ferroviaire, le conducteur d'un train possède un certain nombre d'attributions :
- Il assure la conduite en suivant les règles de sécurité, propres au réseau ferré sur lequel il circule, à l'entreprise ferroviaire qui l'emploie et au pays concerné.
- Il établit une feuille de route : il vérifie les limites de vitesse, contrôle que le poids de son train ne soit pas trop élevé par rapport à la puissance de traction disponible, et vérifie que l'efficacité théorique des freins de son convoi suffise à arrêter le train.
- Il contrôle l'état général du véhicule moteur qu'il va conduire, le bon fonctionnement des dispositifs de sécurité ainsi que celui des freins.
- Il doit être capable d'assurer un dépannage rapide de son engin moteur en cas de dérangement.
- Il est titulaire des habilitations à effectuer son métier : la connaissance des lignes parcourues, des véhicules conduits et de la réglementation en général est régulièrement vérifiée. Il est titulaire de la Licence Européenne de Conducteur de Trains
- Lorsqu'il circule sans accompagnement il doit en règle générale, en cas de perturbation, tenter de garder informés les clients présents à bord de son train.

## Caractéristiques partagées

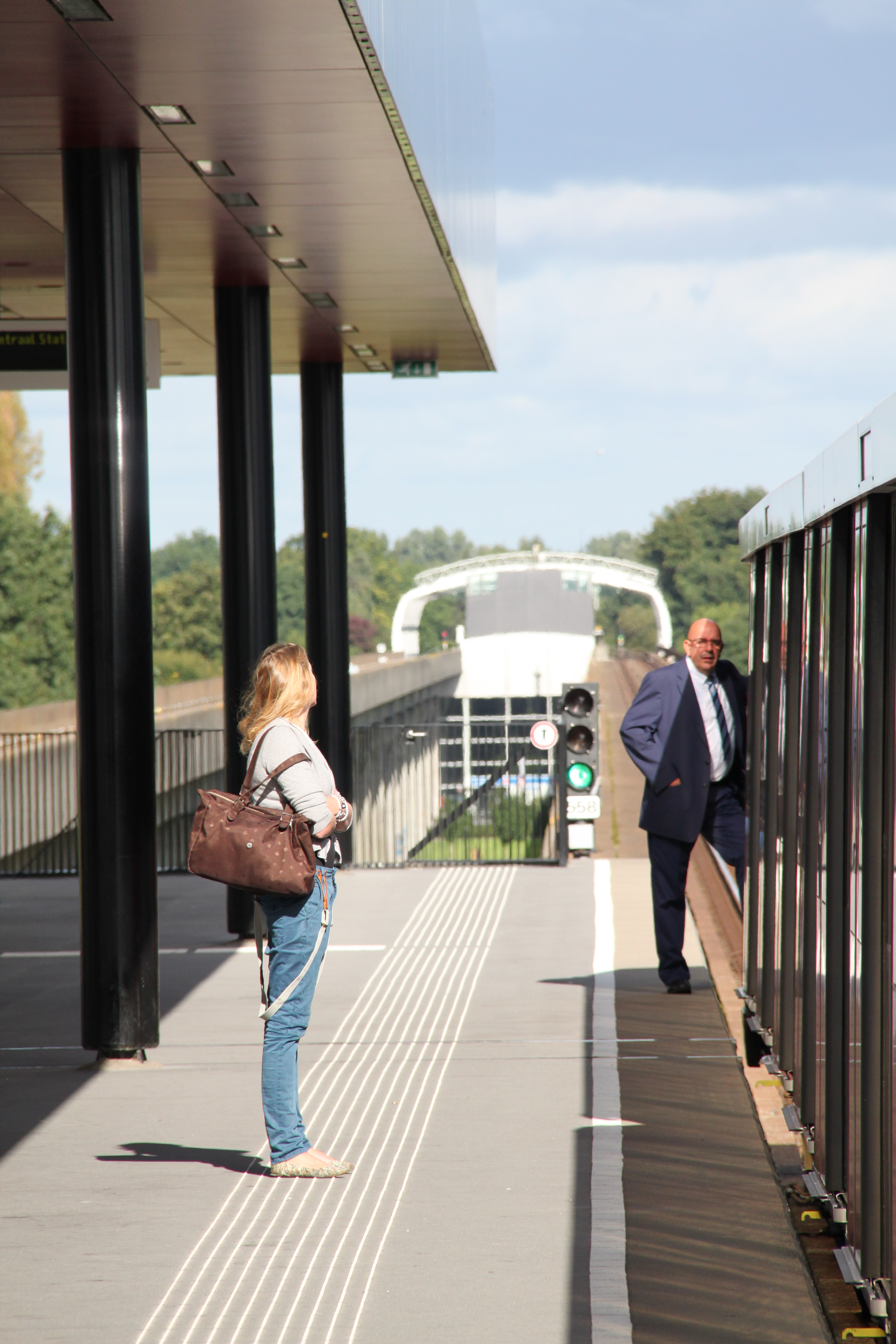
Conducteur du métro d'Amsterdam montant dans la cabine de conduite au terminus.

Le travail des agents de conduite peut recouvrir des réalités très diverses :
- sur des trains à long parcours (plusieurs heures) et amenant à des éloignements importants du lieu de résidence.
- de nuit sur des trains de marchandises à fort tonnage et long chemin de freinage.
- sur des réseaux suburbains avec des arrêts fréquents et des trains très chargés.

et ce ne sont là que des exemples parmi d'autres.
Néanmoins, certaines caractéristiques se dégagent pour la majorité des entreprises.

### Organisation du travail
Les agents de conduite sont employés par une entreprise ferroviaire et ne sont pas indépendants.
En conséquence chaque entreprise doit gérer un pools d'agents qu'elle va employer pour assurer l'ensemble de ses trains.
Il y a donc une planification des trains à assurer, de façon à :
- couvrir l'ensemble des trains à assurer
- disposer d'un nombre suffisant mais limité d'agents inutilisés afin de conserver des moyens de secours
- permettre d'accorder des coupures et des repos aux agents conformément à la réglementation du travail.

Il assure le transport des voyageurs. Une fois en route le conducteur surveille les dispositifs de pilotage, régule la vitesse, contrôle la machine, commande l’ouverture et la fermeture des portes et doit respecter la signalisation extérieure. Il tient un carnet de bord où il rédige les bulletins de services et les rapports d’accidents. 
Il est donc chargé de conduire les trains et de veiller au bon fonctionnement de la machine.

### Qualifications professionnelles[4]

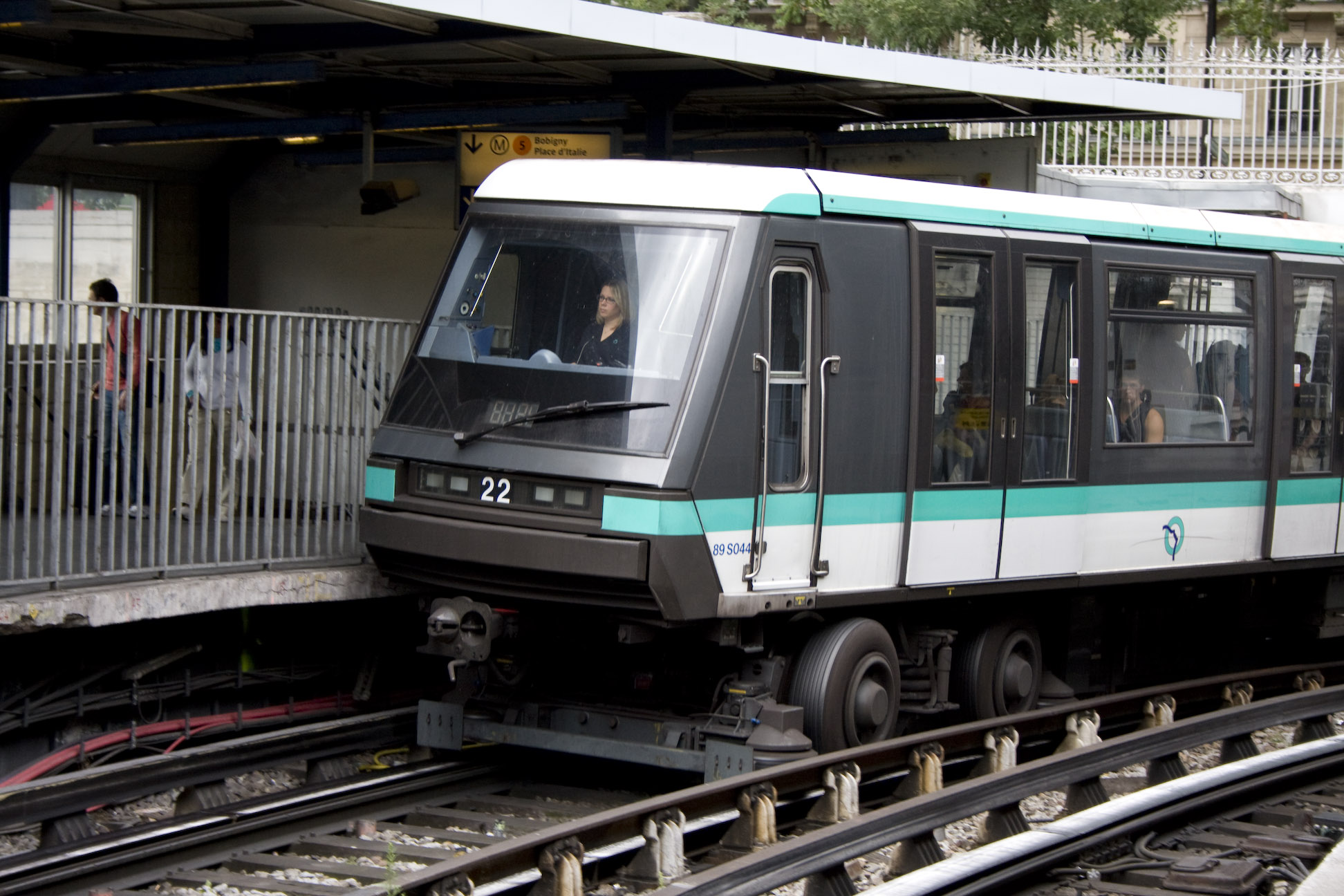
Conductrice de la ligne 1 du métro de Paris en 2008.

Avec un diplôme de CAP ou de BEP, de préférence technique, les candidats peuvent prétendre au poste de conducteur de train. Toutefois, pour mettre toutes les chances de leur côté, les profils doivent compléter leur cursus en obtenant les diplômes ci-dessous :
- bac pro maintenance des systèmes mécaniques automatisés (MSMA)
- bac général (S, ES, L) de préférence S
- bac pro ou techno en électricité, électronique, électrotechnique, mécanique
- bac STI2D
- bac +2 / bac +3 toutes spécialités
- diplômes équivalents de niveau IV ou V

La formation de conducteur de train est le plus souvent suivie en alternance en entreprise.